# Fonda (New York)
Fonda è un villaggio degli Stati Uniti d'America, situato nello stato di New York, nella contea di Montgomery, della quale è il capoluogo. 

## Storia
La cittadina venne forse fondata da una famiglia olandese di lontane origini genovesi, i Fonda, arrivati in America nel XVII secolo e da cui discendono gli attori Henry, Jane, Peter e Bridget Fonda.